# Bruno de Saxe
Pour les articles homonymes, voir Bruno.
Bruno (en allemand : Brun, ou Braun), né vers 840 et mort le 2 février 880, est un noble saxon issu de la dynastie des Ottoniens (Ludolphides), le fils aîné du comte Liudolf et de son épouse Oda Billung. Il est considéré comme l'ancêtre présumé de la branche des Brunonides, à commencer par le comte Bruno Ier de Brunswick († vers 1014).

## Biographie
Alors que son père, mort en 864 ou 866, est décrit comme dux orientalis Saxonum, duc de Saxe orientale (Ostphalie) où il avait fondé l'abbaye de Gandersheim, il est possible que Bruno, selon le chroniqueur Widukind de Corvey, ait été ducatus totius Saxoniae, duc de toute la Saxe. Il apparaît comme dux dans les écritures de Hrotsvita de Gandersheim ; les Annales de Fulda le qualifient de ducem et reinæ fratrem, duc et frère de la reine, sa sœur Liutgarde ayant épousé Louis III le Jeune, roi de Francie orientale, vers 874. Bruno a soutenu Louis en matière de lutte contre son oncle Charles II le Chauve.
Il meurt avec plusieurs autres seigneurs saxons de ses vassaux, dont les évêques de Minden et de Hildesheim, ainsi qu'une douzaine de comtes et de nombreux vassaux, dans une bataille sauvage contre les Vikings (probablement Danois), le 2 février 880, près d'Ebstorf dans la lande de Lunebourg. Lorsque Louis le Jeune luttait contre les envahisseurs à l'embouchure de l'Escaut en Lotharingie, son beau-frère a pris le commandement sur les forces armées en Saxe. La bataille s'acheva avec une défaite foudroyante. Selon les chroniques de Dithmar de Mersebourg, Bruno est mort dans une rivière en crue au cours de la campagne, peut-être pendant la retraite. Son frère cadet Othon l'Illustre, père du futur roi Henri Ier de Germanie, lui succède à la tête de la famille en maintenant les relations les plus étroites avec la dynastie carolingienne.
Selon une légende locale, Bruno a posé la première pierre pour la cité de Brunswick sur la rive de l'Oker en 861, à l'endroit d'un village dévasté par les forces de Charlemagne pendant la guerre des Saxons. Mort dans la lutte pour la foi chrétienne, son nom apparaît à l'obituaire de l'abbaye de Reichenau. À partir du XIIe siècle, Bruno et les autres victimes de la bataille contre les Vikings ont été vénérés comme des martyrs à l'abbaye d'Ebstorf.

## Article lié
- Brunonides

## Sources
- (en) Cet article est partiellement ou en totalité issu de l’article de Wikipédia en anglais intitulé « Bruno, Duke of Saxony » (voir la liste des auteurs).